# José Ramón Luna
José Ramón Luna ( Tucumán, Argentina, 28 de febrero de 1902 – Argentina, 13 de agosto de 1967) fue un escritor, periodista, poeta, director y guionista de cine argentino, conocido también por el seudónimo "Churrinche".

## Actividad profesional
Publicó los libros Caja chayera, Cerro Guanaco, Guaschalocro y Huaira puca. Entre los temas que escribió se encuentran Una copla y una flor, con Miguel Ángel Trejo y Catamarca con Manuel Acosta Villafañe, entre otras. 
Dirigió el filme Cerro Guanaco (1959), sobre su propio guion escrito sobre su libro homónimo, que trata sobre el Carnaval catamarqueño. Escribió, entre otros guiones, el de Con el sudor de tu frente (1950) y El curandero (1955), sobre la obra homónima de Arturo Lorusso.
Fue uno de los fundadores de la Asociación de Cronistas Cinematográficos de la Argentina.
Sus restos descansan en el Cementerio de la Recoleta Buenos Aires

## Canciones
- Canción de los surcos o Tum tum mañanita, con Atahualpa Yupanqui
- Quisiera escrebirte o Quisiera escribirte, con Agustín Irusta, Roberto Fugazot y Lucio Demare
- Vidala del cardón con Atahualpa Yupanqui.
- Ya dice tata mi chango con Atahualpa Yupanqui.
- ¡Amalaya el cielo!  con Eduardo Pereyra.
- Canción de la ñusta con Alfredo Luis Schiuma

## Filmografía
Director
- Cerro Guanaco (1959)

Guionista
- Cerro Guanaco (1959)
- Isla brava (1958)
- El curandero (1955)
- La Tierra del Fuego se apaga (1955)
- El cantor del pueblo (1951)
- La indeseable (1951)
- Con el sudor de tu frente (1950)
- La Secta del trébol (1948)
- Fuego en la montaña (1943)

Autor
- Una ventana a la vida (1953)

Temas musicales
- Cerro Guanaco (1959)

Adaptación
- La dama del mar (1954)
- El cantor del pueblo (1948)

Diálogos
- Apenas un delincuente (1949)
- Oro en la mano (1943)

Adaptación al español
- Hombres salvajes (1960)